# LPA (Lyon Parc Auto)
LPA est une société d'économie mixte, opératrice de stationnement située à Lyon.

## Activité

### Le stationnement
En 2024, LPA avait en gestion 23 008 places en parc de stationnement (mais aussi 1 800 places vélos et 1 110 places motos), 330 bornes électriques sur 36 parcs de stationnement et 43 050 sur la voie publique via horodateurs. Ces chiffres font de LPA une des principales sociétés locales de gestion de stationnement en France avec la SAEMES de Paris. LPA assure plusieurs missions : la conception d’ouvrages de stationnement, la gestion d’ouvrages, l’exploitation du stationnement payant sur voirie, ainsi que des missions de conseil, que ce soit auprès des collectivités ou d’autres opérateurs de stationnement. LPA dispose aussi d'un important pole recherche et développement. 
Le service LPA&CO promeut depuis 2018 le parking partagé afin de trouver un substitut à la construction de nouveaux parkings. 1 800 places situées dans 112 parkings sous-utilisés d’immeubles d'habitation ou d'entreprises dans l'agglomération lyonnaise complètent l'offre de stationnement de Lyon Parc Auto. Ce service compte des partenaires dans le logement social (SACVL, Grand Lyon Habitat), de la promotion immobilière ou encore la clinique Saint-Charles. 

### La logistique urbaine
LPA met en place des espaces de logistique urbaine (ELU) en conséquence de l'augmentation du flux de colis et de marchandises dans l'espace urbain. Il en existe au sein des parcs Cordeliers, Les Halles et P2 Cité internationale.

## Historique
LPA voit le jour le 19 mai 1969 à la suite d'un vote de la Communauté Urbaine de Lyon sous le mandat de Louis Pradel, maire de Lyon et président de la Courly. Cela devait répondre à un besoin de stationnement dans l’agglomération lyonnaise alors que l'automobile prenait une place de plus en plus importante parmi les modes de déplacements. Le capital social est alors de 100 000 francs. Il passe à 500 000 francs le 9 juin 1970.  
Dès 1969, Lyon Parc Auto se voit confier la gestion des 200 places du parc Lafayette. LPA construit lors de ses deux premières années d'existence les parcs les Halles (3e arrondissement de Lyon), Cordeliers (2e arrondissement de Lyon) et Saint-Antoine (2e arrondissement de Lyon). Puis s'ajoutent rapidement les parcs Saint-Jean, Perrache et Part-Dieu Centre Commercial. Les années 1970 sont une période d'expansion et de développement économique pour l'agglomération lyonnaise : en 1979, soit 10 ans après sa création, LPA a construit 6 parcs de stationnements et exploite 7 000 places en voirie. 
Durant les années 1990, Lyon Parc Auto investit près de 700 millions de francs pour la construction de nouveaux parcs de stationnement dont l'emblématique parc Célestins (2e arrondissement de Lyon) et son œuvre d'art imaginée par Daniel Buren. Un programme de construction engagé par le maire Michel Noir en presqu'île et dans des quartiers moins centraux comme le parc Berthelot (7e arrondissement de Lyon). C'est aussi à cette période que LPA intègre architecture, design et art dans les processus de conception de ses parkings, ce qui en fait aujourd'hui sa marque de fabrique.
À partir de 2001, sous la mandature de Gérard Collomb, est entamé une troisième phase de développement avec les parcs Fosse aux Ours (3e arrondissement de Lyon), Gros Caillou (4e arrondissement de Lyon) ou encore Hôtel de Ville (Villeurbanne).
L'entreprise reprend en 2008 la gestion d'un service d'autopartage géré par l'association La Voiture Autrement et la baptise Autolib' qui devient Citiz LPA en 2015. En octobre 2017, un nouveau service d'autopartage en free-floating complète cette offre sous le nom de Yea!, un réseau déjà présent à Bordeaux, Strasbourg, Grenoble et Toulouse. 
En septembre 2018 l'entreprise a ouvert le Lab LPA, un espace de coworking accueillant les startups Carl, ARSKAN, Mob-Energy, Shipotsu et Silex Lab. 2018 est aussi l'ouverture du parc Marché Gare dans le quartier de la Confluence dont la gestion est assurée par LPA pour la SPL Lyon-Confluence. Cette même année marque le lancement du service de parking partagé LPA&CO.

### Lancement des services
- 1975 : premier système d'encaissement électronique
- 1980 : mise en place d'un système de gestion centralisé des abonnements
- 1992 : installation des premières bornes de rechargements électrique au parc Bourse (2e arrondissement de Lyon)
- 1997 : installation des espaces de stationnement pour les vélos dans les parcs de stationnement
- 2002 : création d'une zone moto au parc Terreaux (1er arrondissement de Lyon)
- 2008 : lancement du service d'autopartage Autolib' (qui deviendra Citiz)
- 2014 : création des espaces sécurisés vélos avec casiers et recharges de vélos électriques
- 2017 : lancement de l'application Lyon Parking et dématérialisation du ticket
- 2017 : lancement de l'autopartage en free-floating avec Yea!
- 2018 : lancement de LPA&CO et de son application smartphone dédiée
- 2019 : implantation de la 4G dans 16 parkings souterrains

### Gouvernance
Depuis sa création, 11 présidents se sont succédé à la tête de LPA.
| #  | Période     | Nom                   |
| -- | ----------- | --------------------- |
| 1  | 1969 - 1977 | Louis Pradel          |
| 2  | 1977 - 1983 | Francisque Collomb    |
| 3  | 1983 - 1988 | Charles Béraudier     |
| 4  | 1988 - 1989 | Roger Fenech          |
| 5  | 1989 - 1995 | Serge Guinchard       |
| 6  | 1995 - 1997 | André Bourgogne       |
| 7  | 1997 - 2001 | Jean-Michel Dubernard |
| 8  | 2001 - 2008 | Christian Philip      |
| 9  | 2008 - 2014 | Jean-Louis Touraine   |
| 10 | 2014 - 2020 | Louis Pelaez          |
| 11 | Depuis 2020 | Fabien Bagnon         |

## Organisation

### Actionnariat
- 61,8 % : collectivités locales (40,21 % Métropole de Lyon ; 21,63 % Ville de Lyon)
- 38,2 % : autres (21,46 % Caisse des dépôts et consignations ; 3,9 % Chambre de commerce et d’industrie de Lyon ; 3,9 % Dexia Crédit local ; 3,75 % Crédit agricole ; 1,6 % CIC Lyonnaise de Banque ; 1,48 % BNP Paribas ; 1,17 % Société générale ; 0,87 % Caisse d'épargne de Lyon)

### Conseil d'Administration
Le conseil d’administration est constitué de douze membres :
- cinq pour la Métropole de Lyon
- trois pour la Ville de Lyon
- un pour la Caisse des dépôts et consignations
- un pour la Chambre de commerce et d’industrie de Lyon
- un pour le Crédit agricole.

## Les parcs de stationnement LPA
Lyon Parc Auto compte 36 parcs de stationnement à Lyon et dans son agglomération. 
| Nom                              | Ville / Arrondissement     | Capacité d'accueil                                    | Œuvre d'art dans ce parking                            | Artiste                          | Architecte                            | Architecte d'intérieur |
| -------------------------------- | -------------------------- | ----------------------------------------------------- | ------------------------------------------------------ | -------------------------------- | ------------------------------------- | ---------------------- |
| Parc Cité Internationale P2      | 6e arrondissement de Lyon  | 1186 places voitures 7 place motos                    | Untitled                                               | Peter Downsbrough                |                                       |                        |
| Parc Cité Internationale P0      | 6e arrondissement de Lyon  | 954 places voitures 20 places motos 20 places vélos   | Strata                                                 | Jody Elff                        | CRB Architectes                       | Jean-Michel Wilmotte   |
| Parc Croix Rousse                | 4e arrondissement de Lyon  | 327 places voitures 59 places motos 55 places vélos   | De plain-pied et en sous-sol                           | Michel Verjux                    | Jérôme Thomas                         | Jean-Michel Wilmotte   |
| Parc Gros Caillou                | 4e arrondissement de Lyon  | 449 places voitures 43 places motos 37 places vélos   | Petite valse répétitive                                | Valérie Jouve                    | Métropolis Architectes & Associés     | Jean-Michel Wilmotte   |
| Parc Tables Claudiennes          | 1er arrondissement de Lyon | 105 places voitures 12 places motos 10 places vélos   | Sans titre                                             | Matt Mullican                    | Pierre Favre                          | Jean-Michel Wilmotte   |
| Parc Rozier                      | 1er arrondissement de Lyon | 40 places voitures                                    |                                                        |                                  |                                       |                        |
| Parc Hôtel de Ville              | 1er arrondissement de Lyon | 211 places voitures 6 places motos 62 places vélos    | Anticipalyon                                           | Les Allumeurs de Rêves BK France |                                       |                        |
| Parc Terreaux                    | 1er arrondissement de Lyon | 655 places voitures 149 places motos 118 places vélos | Sans titre                                             | Matt Mullican                    | Pierre Favre                          | Jean-Michel Wilmotte   |
| Parc Saint-Antoine               | 2e arrondissement de Lyon  | 740 places voitures                                   |                                                        |                                  |                                       |                        |
| Parc Bourse                      | 2e arrondissement de Lyon  | 500 places voitures 47 places motos                   |                                                        |                                  | Pierre Gallavardin Alain Lelièvre     |                        |
| Parc Cordeliers                  | 2e arrondissement de Lyon  | 798 places voitures 27 places motos 84 places vélos   |                                                        |                                  |                                       |                        |
| Parc Grolée                      | 2e arrondissement de Lyon  | 261 places voitures 17 places motos                   |                                                        |                                  |                                       |                        |
| Parc Célestins                   | 2e arrondissement de Lyon  | 411 places voitures 38 places motos 55 places vélos   | Sens dessus dessous                                    | Daniel Buren                     | Michel Targe                          | Jean-Michel Wilmotte   |
| Parc République                  | 2e arrondissement de Lyon  | 788 places voitures 30 places motos 30 places vélos   | Les hasards de la République                           | François Morellet                | Pierre Vurpas                         | Jean-Michel Wilmotte   |
| Parc Antonin Poncet              | 2e arrondissement de Lyon  | 702 places voitures 76 places motos 34 places vélos   | Curiosités                                             | Le Gentil Garçon                 |                                       |                        |
| Parc Marché Gare - La Confluence | 2e arrondissement de Lyon  | 843 places voitures 22 places motos 38 places vélos   | Abscisses et ordonnées                                 | Aurélie Petrel                   |                                       |                        |
| Parc Saint-Jean                  | 5e arrondissement de Lyon  | 909 places voitures 72 places motos 34 places vélos   |                                                        |                                  |                                       |                        |
| Parc Saint-Georges               | 5e arrondissement de Lyon  | 702 places voitures 76 places motos 34 places vélos   | Alentours : Triptyque pour Saint-Georges               | Marin Kasimir                    | Jean-Michel Wilmotte                  | Jean-Michel Wilmotte   |
| Parc Saint-Jean                  | 5e arrondissement de Lyon  | 63 places voitures 4 places motos                     |                                                        |                                  |                                       |                        |
| Parc Ney                         | 6e arrondissement de Lyon  | 160 places voitures                                   |                                                        |                                  |                                       |                        |
| Parc Morand                      | 6e arrondissement de Lyon  | 696 places voitures 71 places motos 111 places vélos  | 3 jeux de traits                                       | Georges Adilon                   | Albert Constantin                     | Jean-Michel Wilmotte   |
| Parc Vendôme                     | 6e arrondissement de Lyon  | 154 voitures 8 places motos                           |                                                        |                                  |                                       |                        |
| Parc Hôtel de ville Villeurbanne | Villeurbanne               | 369 places voitures 20 places motos 92 places vélos   | Regret des oiseaux                                     | Philippe Favier                  | Claude Dordilly Jean-Charles Demichel | Jean-Michel Wilmotte   |
| Parc Les Halles                  | 3e arrondissement de Lyon  |                                                       |                                                        |                                  |                                       |                        |
| Parc Gare Part-Dieu              | 3e arrondissement de Lyon  | 1 744 places voitures 33 places motos                 | Les Aventures d’Ulysse sous terre                      | Joseph Kosuth                    | Claude Dordilly Jean-Charles Demichel | Jean-Michel Wilmotte   |
| Parc Fosse aux Ours              | 3e arrondissement de Lyon  | 364 places voitures 87 places motos 72 places vélos   | Lumière, Lunes et Constellations                       | Véronique Joumard                | Jean-Michel Wilmotte                  | Jean-Michel Wilmotte   |
| Parc Berthelot                   | 7e arrondissement de Lyon  | 342 places voitures 32 places motos 23 places vélos   | Innommable, Innombrable de 1 à 12 unités et de -2 à 10 | Dror Endeweld                    | Alain Persillon Pierre Saulnier       | Jean-Michel Wilmotte   |
| Parc Tony-Garnier                | 7e arrondissement de Lyon  | 824 places voitures 18 places motos 18 places vélos   | Victoire ou                                            | Lawrence Weiner                  | Pierre Vurpas                         | Jean-Michel Wilmotte   |
| Parc Aéroport Saint-Exupery P1   | Colombier-Saugnieu         | 1 968 places voitures 11 places motos                 | Les endroits du monde à l’envers                       | Patrice Carré                    | CRB Architectes                       | Jean-Michel Wilmotte   |

### L'art dans les parkings
Sous l'impulsion de Serge Guinchard en 1989, LPA intègre des œuvres d'art dans ses parkings avec de grandes signatures de l'art contemporain comme Daniel Buren ou François Morellet. Toute la signalétique des parcs LPA a été conçue par le graphiste-signaléticien Yan D. Pennor’s.

#### Œuvres pérennes

##### Aurélie Pétrel
Abscisses et ordonnées est une installation d'Aurélie Pétrel au parc Marché Gare (2e arrondissement de Lyon) ouvert en 2018. C'est une installation photographique en volume de 20 mètres de haut composée de 40 éléments d'acier, verre et bois, accrochés à un maillage de fils d'acier visible depuis tous les étages du parking.

#### Œuvres temporaires
Depuis 2016, La Place de l'Art forme un cycle d'expositions éphémères inauguré avec la Biennale d'Art Contemporain. Ce cycle d'expositions se déploie tout au long de l'année principalement au parc République (2e arrondissement de Lyon) et au parc Fosse aux Ours (3e arrondissement de Lyon). Elles sont réalisés en résonance avec des événements culturels ou expositions organisées par les principales institutions culturelles lyonnaises.
- 2017 : La BD en 7 leçons de Jérôme Jouvray au parc République en partenariat avec Lyon BD festival
- 2017 : J'irai fleurir sous tes reins de Laure-Marie Couégnias au parc Grolée en partenariat avec le musée d'Art contemporain de Lyon
- 2017 : eL Seed au parc Saint-Jean en partenariat avec la Biennale d'art contemporain
- 2017 : Jet Martinez au parc Hôtel de Ville en partenariat avec la Biennale d'Art Contemporain
- 2017 : Maya Hayuk au parc Fosse aux Ours en partenariat avec la Biennale d'Art Contemporain
- 2017 : Zoer au parc P0 Cité Internationale en partenariat avec la Biennale d'Art Contemporain
- 2018 : La Ville mode d'emploi au parc République en partenariat avec le musée urbain Tony-Garnier
- 2018 : Voisins de Karen Keyrouz, Tracy Chahwan, Joseph Kai, Barrack Rima et Raphaelle Macaron au parc Fosse aux Ours en partenariat avec Lyon BD festival
- 2018 : Andy Warhol Morningstar de Gaelle Loth au parc République en partenariat avec le musée de l'Imprimerie et de la Communication graphique de Lyon
- 2018 : spectacle de danse en ouverture de la Biennale de la danse au parc Cordeliers avec la chorégraphie de Lali Ayguadé et Nicolas Ricchini en parallèle de la projection du court métrage Timecode
- 2018 : Claude, un empereur au destin singulier au parc République en partenariat avec le musée des Beaux-Arts de Lyon
- 2019 : Géologie des flux au parc République en partenariat avec Mirage Festival
- 2019 : Le Sel et le Ciel de Marc-Antoine Mathieu au parc Fosse aux Ours en partenariat avec Lyon BD festival
- 2019 : Mx. Butterflies's Private Party de Trevor Yeung au parc Cordeliers et au parc République en partenariat avec la Biennale d'art contemporain
- 2019 : Au bord des lignes et un peu plus de Julie Digard au parc Grôlée en Résonance de la Biennale d'art contemporain
- 2019 : Firebird de Maxime Lamarche au parc P0
- 2020 : VinylAfrica au parc République en partenariat avec Sofa Records et le musée de l'imprimerie et de la communication graphique de Lyon